# Base aérienne de Karchi-Khanabad
Pour les articles homonymes, voir Karchi, Khanabad et K2 (homonymie).
La base aérienne de Karchi-Khanabad (en russe : Карши-Ханабад, en ouzbek : Qarshi Xonobod), aussi appelée K2 par les soldats américains, est un aérodrome militaire situé au sud-est de l’Ouzbékistan, dans la province de Kachkadaria, à 10 kilomètres à l’est de la ville de Karchi.

## Histoire
L’aérodrome a ouvert en 1954 et a été utilisé par l'armée soviétique pendant la guerre de Corée et la guerre d’Afghanistan. En 1992, l’aérodrome passe sous le contrôle de l’Ouzbékistan.
Entre 2001 et 2005, les États-Unis investissent la base. Après les attentats du 11 septembre 2001, elle est en effet devenue stratégique pour les opérations de lutte anti-terroriste. Pendant cette période, plus de 15 000 soldats américains ont été basés à Karchi-Khanabad.
En 2020, il s’est avéré que 75% des soldats américains y ayant stationné avaient contracté des maladies cancéreuses. En effet, des déchets radioactifs étaient enterrés aux alentours de la base, et dans la précipitation provoquée par l’intensification de la lutte anti-terroriste, les militaires américains avaient ignoré le problème.
Le 19 janvier 2021, à la veille de son départ de la maison blanche, Donald Trump signe un décret qui contraint le département des anciens combattants à apporter une aide aux vétérans touchés, jusque là ignorés par les autorités. Ce même décret oblige le département de la Défense à faire une enquête scientifique sur les raisons de ces maladies et sur d’éventuels manquements de l’armée américaine vis-à-vis de la sécurité des soldats.
Les soldats concernés ont créé la fondation Stronghold Freedom, du nom de leur groupe de combat, pour défendre leurs droits.